# Karaté en Allemagne
 (avril 2013).
Si vous disposez d'ouvrages ou d'articles de référence ou si vous connaissez des sites web de qualité traitant du thème abordé ici, merci de compléter l'article en donnant les références utiles à sa vérifiabilité et en les liant à la section « Notes et références ».
Sur le plan international, l'Allemagne est l'un des pays du monde qui réussit le mieux en karaté, que ce soit aux championnats d'Europe ou aux championnats du monde. Avant la réunification, seule l'Allemagne de l'Ouest a obtenu des médailles à ces derniers championnats.

## Résultats internationaux

### Championnats du monde de karaté
|      | Compétition                    | Compétition                    | Compétition                    | Médailles | Médailles | Médailles | Médailles |
| Rang | Année                          | Ville hôte                     | Pays hôte                      | Or        | Argent    | Bronze    | Total     |
| ---- | ------------------------------ | ------------------------------ | ------------------------------ | --------- | --------- | --------- | --------- |
| —    | 1970                           | Tōkyō                          | Japon                          | 0         | 0         | 0         | 0         |
| —    | 1972                           | Paris                          | France                         | 0         | 0         | 0         | 0         |
| —    | 1975                           | Long Beach                     | États-Unis                     | 0         | 0         | 0         | 0         |
| 2    | 1977                           | Tōkyō                          | Japon                          | 0         | 1         | 0         | 1         |
| —    | 1980                           | Madrid                         | Espagne                        | 0         | 0         | 0         | 0         |
| —    | 1982                           | Taipei                         | Taipei chinois                 | 0         | 0         | 0         | 0         |
| 6    | 1984                           | Maastricht                     | Pays-Bas                       | 1         | 0         | 1         | 2         |
| 13   | 1986                           | Sydney                         | Australie                      | 0         | 0         | 1         | 1         |
| 9    | 1988                           | Le Caire                       | Égypte                         | 0         | 0         | 3         | 3         |
| 12   | 1990                           | Mexico                         | Mexique                        | 0         | 0         | 2         | 2         |
| 13   | 1992                           | Grenade                        | Espagne                        | 0         | 0         | 4         | 4         |
| 11   | 1994                           | Kota Kinabalu                  | Malaisie                       | 0         | 1         | 1         | 2         |
| 17   | 1996                           | Sun City                       | Afrique du Sud                 | 0         | 0         | 1         | 1         |
| 6    | 1998                           | Rio de Janeiro                 | Brésil                         | 1         | 1         | 4         | 6         |
| 3    | 2000                           | Munich                         | Allemagne                      | 2         | 2         | 2         | 6         |
| 7    | 2002                           | Madrid                         | Espagne                        | 1         | 1         | 2         | 4         |
| 12   | 2004                           | Monterrey                      | Mexique                        | 0         | 1         | 3         | 4         |
| 18   | 2006                           | Tampere                        | Finlande                       | 0         | 0         | 2         | 2         |
| 7    | 2008                           | Tōkyō                          | Japon                          | 1         | 1         | 1         | 3         |
| —    | 2010                           | Belgrade                       | Serbie                         | 0         | 0         | 0         | 0         |
| ?    | Toutes compétitions confondues | Toutes compétitions confondues | Toutes compétitions confondues | 6         | 8         | 27        | 41        |